# Sakskøbing
Sakskøbing es una localidad situada en el municipio de Guldborgsund, en la región de Selandia (Dinamarca), con una población en 2012 de unos 4732 habitantes.
Se encuentra ubicada junto al estrecho de Guldborgsund que separa las islas de Lolland y Falster, en el mar Báltico.